# Friedrich August Stüler
Friedrich August Stüler (Mühlhausen, Türingia,  1800. január 28. – Berlin, 1865. március 18.) német építész és építészeti író, a Magyar Tudományos Akadémia székházának tervezője.

## Életpályája
1818-tól Berlinben járt egyetemre, Karl Friedrich Schinkel tanítványa volt. 1829-ben és 1830-ban barátjával Eduard Knoblauch-hal beutazta Franciaországot és Olaszországot, majd Heinrich Strack-kal közösen Oroszországot. 1832-ben udvari építészeti felügyelő ill. az új berlini városi kastély építési vezetője volt.
1837-ben elkészítette a szentpétervári Téli Palota újjáépítéséhez a terveket, de mivel I. Miklós cár nem a Stüler által tervezett és új neoreneszánsz stílust választotta, hanem az eredeti barokk kastélyt építtette újra, ezek soha nem kerültek megvalósításra.
IV. Frigyes Vilmos trónra lépésével hatalmas mértékben megnőttek lehetőségei, 1842-ben kinevezték királyi építésznek. A berlini építészegylet alapítója is egyben. Ekkor kezdhette el építeni fő művét, a berlini Neues Museumot.
Stüler az egyházi építmények kialakításában hajlott a IV. Frigyes Vilmos elképzeléseinek a megvalósítására, aki olaszországi utazása során tanulmányozta az ottani építészetet, és egyfajta porosz árkádiát szeretett volna létrehozni az ókor és a reneszánsz formavilág felhasználásával.
A potsdami béketemplom a római Santa Maria in Cosmedin-templom kampanillájának mintájára készült. Ludwig Persius halála után Stüler vette át a potsdami béketemplom építési vezetését. Királyi megbízójával, IV. Frigyes Vilmossal 1858/59 telén újra beutazta Olaszországot és az ott látott középkori építmények valamint a quattrocento stílusa mély benyomást tettek rá.
Az itáliai élményeit szabadon kombinálta és ezek több berlini templom építésénél érvényesültek, többek között a Jakab-templomnál az Oránia utcában.
A Magyar Tudományos Akadémia épületére kiírt tervpályázat nyertes neoreneszánsz terve az ő nevéhez fűződik. (Az 1862 és 1865 közötti kivitelezési munkákat Ybl Miklós és Szkalnitzky Antal irányította.)

## Képgaléria

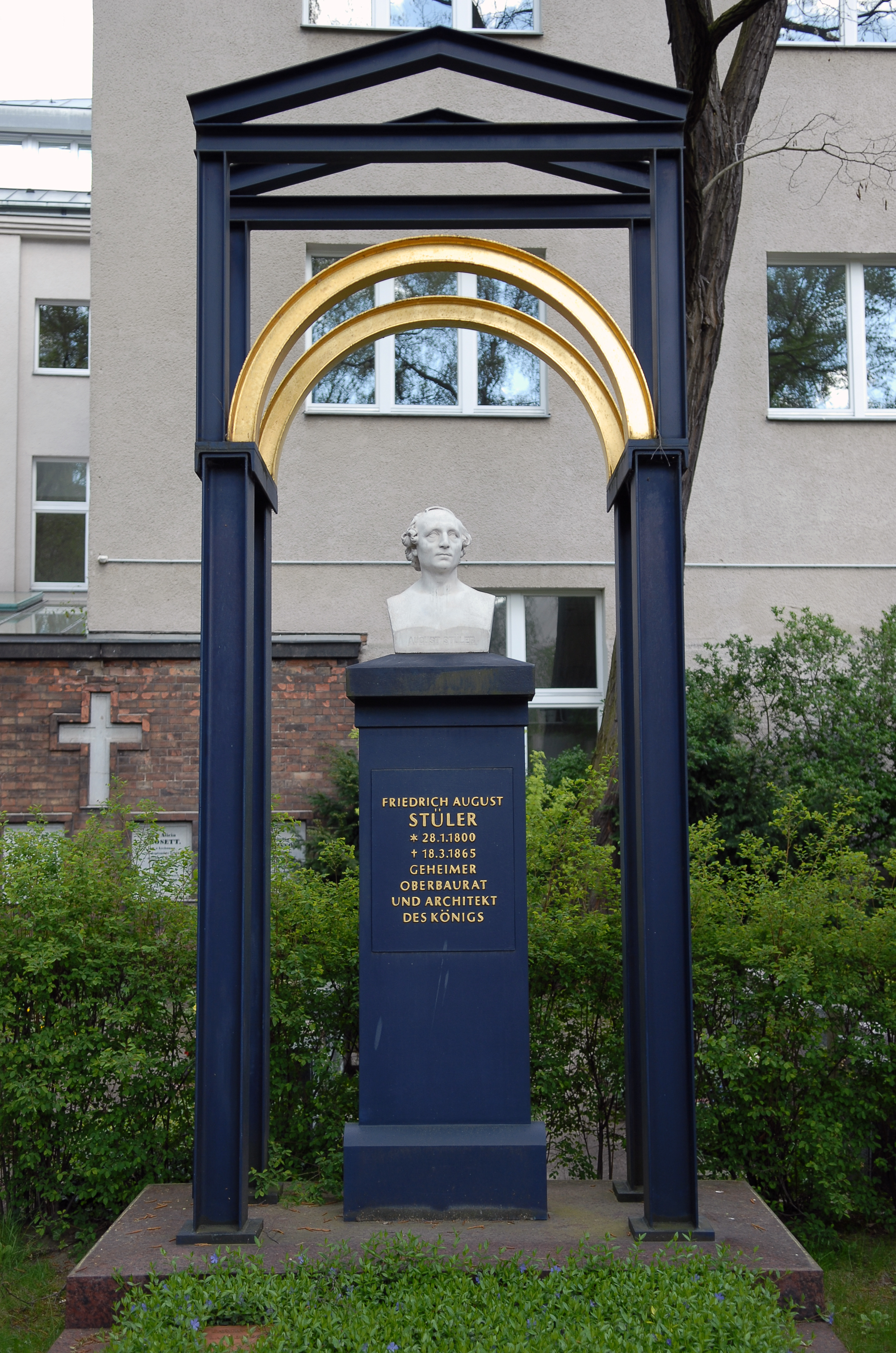
Stüler síremléke
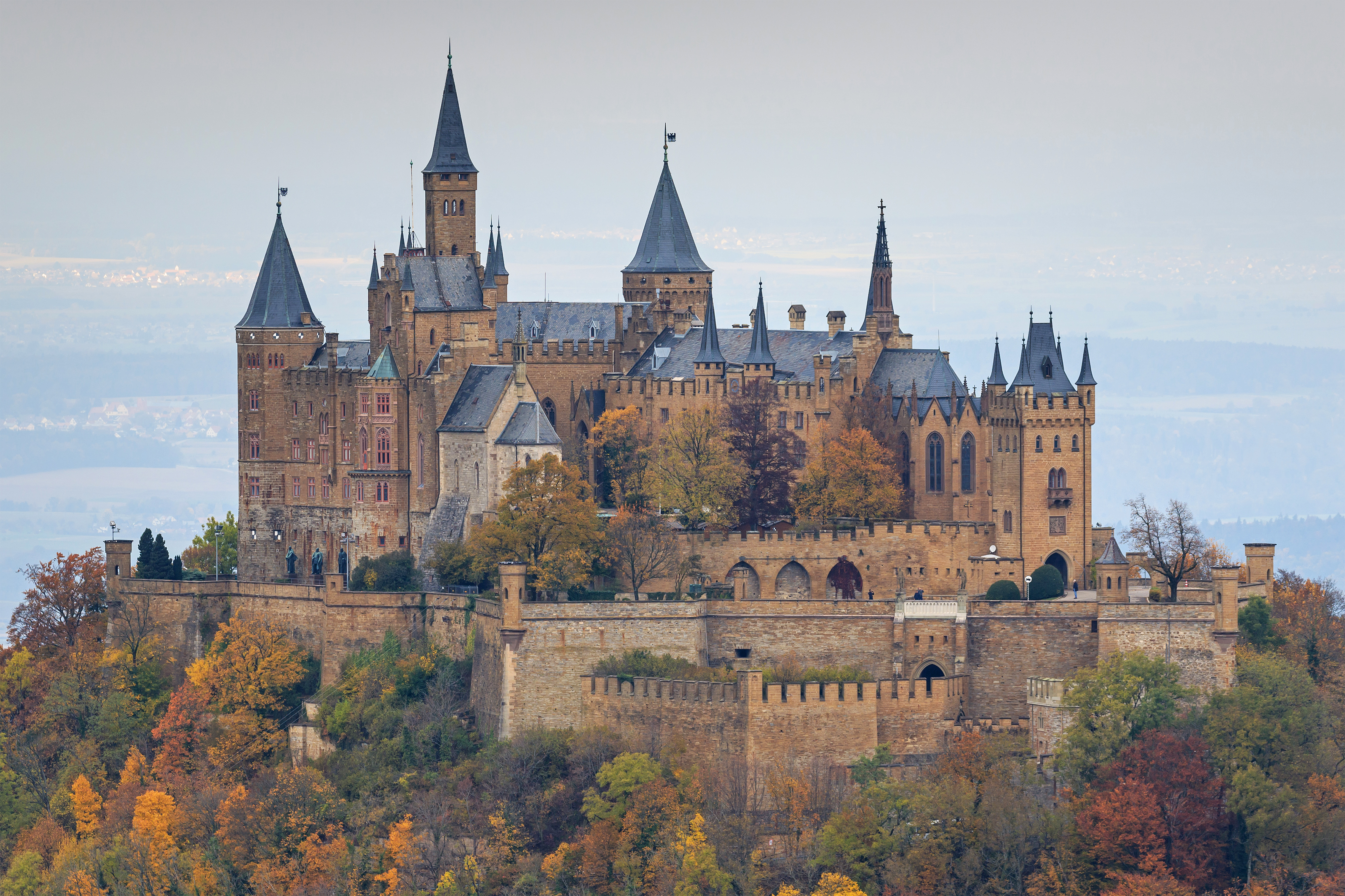
A Burg Hohenzollern

## Egyéb műveinek jegyzéke
- St. Johannis Kirche, Berlin-Tiergarten, 1834–1856
- St. Peter und Paul auf Nikolskoje, Berlin-Zehlendorf, 1834–1837
- Neues Museum, Múzeum-sziget, Berlin-Mitte, 1843–1855
- Königsbergi Egyetem (ma Kalinyingrád), 1844–1863
- St. Mattäus Kirche, Berlin-Tiergarten, 1844-46
- Friedenskirche, Potsdam, 1845–1854
- Belvedere a Pfingstbergen, Potsdam, 1847–1863
- Kirche, Caputh, 1848–1852
- Nationalmuseum, Stockholm, 1848–1866
- Orangerie, Potsdam, 1851–1864
- Triumphtor am Winzerberg, Potsdam, 1851
- Kastély, Schwerin, 1851
- Neue Orangerie, Potsdam, 1851–1860
- Gárdakaszárnya, Berlin-Charlottenburg, 1852–1859
- Bornstedter Kirche, Potsdam, 1854–1855
- Wallraf-Richartz-Museum, Köln, 1855–1861 (zerstört)
- Burg Stolzenfels am Rhein, (vollendet 1842)
- Burg Hohenzollern, 1850–1867
- Werdersche Kirche, Werder an der Havel, 1858
- Kirche am Stölpchensee, Berlin-Zehlendorf, 1858–1859
- Új zsinagóga, Berlin-Mitte, 1859–1866
- Alte Nationalgalerie, Berlin-Mitte, 1862–1876
- Városi templom, Fehrbellin, 1867